# Libertad colectiva
La libertad colectiva, o libertad política colectiva, es un concepto clave en el pensamiento político de Antonio García-Trevijano Forte, cuyo contenido se encuentra desarrollado a lo largo de sus obras Teoría pura de la democracia y Teoría pura de la república y cuyos antecedentes u orígenes mediatos pueden llegar a sugerirse, que no a definirse, en autores como Bertrand de Jouvenel y sus orígenes inmediatos se pueden trazar en el concepto de libertad del marxismo bajo la influencia del pensamiento de Hegel.
La libertad política colectiva consiste en la capacidad de una nación para elegir su forma de Estado y su forma de gobierno, y garantizar la posibilidad de que todos los individuos que la componen elaboren la Constitución a la que todos estarán sometidos.
Mediante la libertad política colectiva una nación es protagonista y líder de su propio destino como conjunto, y para conseguirlo debe tener la fuerza necesaria para conquistarla por sí misma y mantenerla posteriormente. El sujeto político, la nación, demuestra su libertad política colectiva al deshacerse de cualquier ente o régimen que tenga capacidad e intención de dominarla, y esto debe hacerlo demostrando su fuerza, lo cual no necesariamente implica actos violentos sino que, según las circunstancias históricas y sociales, puede conseguirse mediante la desobediencia civil, la abstención electoral, la no violencia, la insumisión fiscal o, por el contrario, efectivamente puede requerir de la lucha armada. 
La libertad política colectiva parte del hecho de que no puede existir libertad si un sujeto se la concede a otro, pues de la misma manera en que el primer sujeto tiene la fuerza para concederla, tiene la fuerza para arrebatarla. Así, la libertad no puede ser concedida de un colectivo a otro, sino que la fuente de la libertad es del propio colectivo, quien ha de obtenerla por sí mismo, en el desarrollo de su propia naturaleza libérrima.

## Diferencia entre libertad colectiva y libertad individual
La libertad política colectiva se diferencia de las libertades individuales en que la primera es el fundamento de las segundas. Si bien libertad y derecho son conceptos antagónicos, cuando se habla de libertades individuales a lo que realmente se está aludiendo es a los derechos individuales que están reconocidos en las leyes. La redacción y ejecución de las leyes puede estar en manos de un poder político u otro según la forma de gobierno utilizada por cada sociedad: pueden ser decretos de un rey impuestos al pueblo, o leyes dictadas por una oligarquía sin previa consulta con los gobernados, o bien pueden ser elaboradas por representantes de los ciudadanos reunidos en una cámara legislativa. Una nación que ha conquistado su libertad no puede permitir que sean otros quienes hagan las leyes para ella, sino que debe ser ella misma quien las redacta y las garantice. 
La nación se da leyes para sí misma a través de representantes elegidos por la misma nación: candidatos que se presentan libremente en igualdad de condiciones, seleccionados uno a uno por el resto de habitantes, controlados por ellos y atados a su voluntad por mandato imperativo para que, aquello que llegue a la cámara legislativa, sea la voluntad mayoritaria de los que luego tendrán que someterse a las leyes aprobadas. La nación debe ser quien se auto-imponga sus propias leyes y se otorgue a sí misma los derechos; y tales leyes, derechos o libertades, estarán fundados en una libertad primigenia, una libertad que conquistó la nación colectivamente en el momento de independizarse de todo régimen político anterior. 
Así, si la nación delega su poder legislativo en corporaciones partitocráticas, dictadores, reyes u otras entidades estatales, que no representen realmente a los componentes de la nación, no podrá hablarse de libertades, sino de derechos concedidos. 

## Conservación de la libertad política colectiva
Una vez lograda, la libertad política colectiva se conserva y protege mediante el ejercicio de la libertad constituyente, es decir, mediante la materialización de la libertad política colectiva en una constitución que funde las instituciones políticas que puedan garantizar los siguientes aspectos fundamentales:
- Separación de poderes. Una sociedad sin separación de poderes carece de Constitución, según el artículo 16 de la Declaración de Derechos del Hombre y del Ciudadano. El poder ejecutivo del Estado debe estar limitado por las leyes que redacte la nación. Dado que Estado tiene el monopolio legal de la violencia, y aquello que es legal o no deben decidirlo los gobernados, de modo que el uso de la fuerza estará legitimado solo en los casos que las personas susceptibles de sufrirla estimen oportuno. Según la conceptuación clásica de los Controles y contrapesos (desarrollado por influyentes pensadores como John Locke, Montesquieu o Alexander Hamilton), despojando al gobierno de la facultad de hacer leyes es como mejor se garantiza un marco de actuación objetivo en el cual el poder ejecutivo difícilmente podrá abusar. De igual forma, el órgano de ordenación de los jueces no podrá ser influenciado en su formación ni funcionamiento por el gobierno del Estado, a quien podrá controlar y someter a juicio si trasgrede la legalidad establecida por la nación. Para mayor garantía, el origen de los tres poderes del Estado, ejecutivo (gobierno), legislativo (nación) y judicial (jueces), tendrá lugar en tiempos diferentes, y la formación de cada uno de ellos no requerirá acción alguna por parte de los otros dos. Solo así, contraponiendo los poderes y haciendo que se vigilen mutuamente, puede la nación tener la certeza de su control y evitar abusos que acaben poniendo en peligro su libertad colectiva.
- Representación de los gobernados. La representación política en el poder legislativo es la garantía de que la nación se da a sí misma sus propias leyes. En la representación política, así en como en la representación de derecho civil, la facultad de revocación es connatural y constituye la mayor garantía de que el representante cumpla con el mandato conferido por el representado. Todos los individuos que componen el sujeto constituyente, la nación, deben tener la facultad de presentarse como representantes a todos los cargos públicos sujetos a elección popular. También deberá estar asegurado el valor de su voto cuando ejerza como elector, que habrá de ser el mismo que el de cualquier otro individuo de la nación.
- Defensa de las minorías. Todos los jueces, con independencia de su rango, deben tener la capacidad para controlar la constitucionalidad de las leyes y las órdenes ejecutivas. Es lo que se denomina en ciencia política control difuso de constitucionalidad. Si un individuo detecta que sus derechos fundamentales están siendo atacados por una ley o precepto, debe tener la posibilidad de recabar el amparo de la jurisdicción y que cualquier juez de primera instancia pueda no aplique aquello que sea inconstitucional, independientemente de que fuese aprobado por la mayoría de la nación. Su derogación definitiva, o su restitución, es decidida por una sala especial del Tribunal Supremo. De este modo se evitan las tiranías de las mayorías: si bien la Ley se impone por la mayoría contra un solo individuo, una Constitución puede defender a un solo individuo contra la mayoría.

## Diferencia entre libertad política colectiva y libertad constituyente
Una vez la nación alcanza su libertad colectiva, puede decidir su forma de Estado y de gobierno; ello mediante una norma fundacional de los poderes del Estado y de reconocimiento de derechos fundamentales, denominada Constitución. Para garantizar la total libertad del colectivo nacional, la elaboración de una Constitución deberá ser el resultado de un periodo de libertad constituyente (previo a un proceso constituyente), esto es, un periodo de tiempo durante el cual hay un gobierno provisional cuya actividad se limita a dirigir el Estado únicamente en casos de extrema necesidad (invasión, catástrofe natural, revueltas generalizadas, etcétera) y sin que exista poder legislativo alguno, por lo que no se hacen nuevas leyes. Tal gobierno provisional estará compuesto por los líderes que hayan conducido a la población hacia la conquista de la libertad y, aunque podría incluir a personas que no han sido activas en la lucha por lograr la libertad de la nación, quedarán excluidas todas aquellas personas que formasen parte del régimen anterior, debido al principio de que la libertad no puede ser concedida por un poder anterior. 
En el periodo de libertad constituyente, todo el cuerpo funcionarial seguirá actuando como de costumbre según los últimos presupuestos, sin necesidad de dirección política. El periodo de libertad constituyente se prolongará alrededor de un año durante el cual la sociedad civil podrá informarse y debatir acerca de qué forma de Estado y qué forma de gobierno les conviene más. Ello culmina en la celebración de unas elecciones a cortes constituyentes, a las que podrá presentarse como candidato cualquier persona y en las que cualquiera podrá ser elector. 
Según la tesis de Antonio García-Trevijano Forte, los integrantes de las cortes constituyentes habrán de ser seleccionados uno a uno por distritos, por mayoría absoluta entre los habitantes de cada distrito electoral, dado que, según este pensador, dicho sistema electoral es el único que, en la actualidad, posibilita la elección de verdaderos representantes dado que éstos pueden ser revocados y controlados por los distritos de votantes en todo momento. Reunidas las cortes constituyentes, elaborarán al menos tres borradores de Constitución para asegurar el principio electivo, en las cuales se determinará la forma de Estado y la forma de gobierno. El progreso de la redacción del articulado deberá ser expuesto públicamente hasta su terminación. Presentadas debidamente ante la población, esta elegirá mediante referéndum nacional cuál de las opciones de Constitución prefiere. Se proclamará la Constitución elegida, se disolverá el gobierno provisional y se disolverán las cortes, convocando nuevas elecciones según el sistema establecido. 
Según la postura de Antonio García-Trevijano Forte, solo una Constitución democrática, esto es, que establezca la separación de los poderes y el principio de representación, permitirá que la libertad política colectiva se prolongue indefinidamente en el tiempo.

## También puede ver
- Separación de poderes
- Gobierno limitado
- Libertad individual
- Libertad negativa
- Constitucionalismo
- Poder constituyente
- Proceso constituyente